# Trials europei di atletica leggera per i Giochi olimpici giovanili 2014
I 2º trials europei di atletica leggera per i Giochi olimpici giovanili si sono svolti dal 30 maggio al 1º giugno 2014 allo Stadio Tofiq Bəhramov di Baku, in Azerbaigian.

## Qualificazioni per i Giochi olimpici giovanili
I risultati dei trials di Baku hanno permesso di stilare le liste dei 200 atleti europei che parteciperanno ai Giochi olimpici giovanili di Nanchino 2014, secondo le seguenti quote stabilite precedentemente dalla IAAF:
| Specialità           | Nº atleti |
| -------------------- | --------- |
| 100 m                | 2         |
| 200 m                | 2         |
| 400 m                | 2         |
| 800 m                | 3         |
| 1500 m               | 2         |
| 3000 m               | 1         |
| 110 hs               | 2         |
| 400 hs               | 1         |
| 2000 siepi           | 1         |
| Salto in alto        | 5         |
| Salto con l'asta     | 8         |
| Salto in lungo       | 6         |
| Salto triplo         | 7         |
| Getto del peso       | 9         |
| Lancio del disco     | 6         |
| Lancio del martello  | 10        |
| Tiro del giavellotto | 10        |
| Marcia 10 000 metri  | 5         |
| Totale               | 82        |

| Specialità           | Nº atleti |
| -------------------- | --------- |
| 100 m                | 4         |
| 200 m                | 7         |
| 400 m                | 3         |
| 800 m                | 7         |
| 1500 m               | 3         |
| 3000 m               | 2         |
| 100 hs               | 4         |
| 400 hs               | 5         |
| 2000 siepi           | 2         |
| Salto in alto        | 8         |
| Salto con l'asta     | 8         |
| Salto in lungo       | 7         |
| Salto triplo         | 9         |
| Getto del peso       | 9         |
| Lancio del disco     | 5         |
| Lancio del martello  | 11        |
| Tiro del giavellotto | 7         |
| Marcia 5000 metri    | 7         |
| Totale               | 108       |

## Risultati

### Uomini
| Specialità             | Oro                  | Prestazione | Argento                   | Prestazione | Bronzo                | Prestazione |
| Corse piane            |                      |             |                           |             |                       |             |
| 100 m                  | Kristoffer Hari      | 10"68 =     | Aitor Same Ekobo          | 10"71       | Filippo Tortu         | 10"72       |
| 200 m                  | Filippo Tortu        | 21"54       | Stanislau Darahakupets    | 21"83       | Iñaki Cañal           | 21"87       |
| 400 m                  | Benjamin Lobo Vedel  | 47"44       | Jesus Serrano             | 48"15       | Andrey Kukharenko     | 48"20       |
| 800 m                  | Benediktas Mickus    | 1'52"29     | Ilya Selivanov            | 1'52"51     | Madalin Dorian Gheban | 1'52"90     |
| 1500 m                 | Omer Oti             | 3'52"21     | Mateusz Borkowski         | 3'52"25     | Baptiste Mischler     | 3'52"56     |
| 3000 m                 | Jordi Torrents       | 8'20"89     | Mohamed-Amine El Bouajaji | 8'21"78     | Pietro Riva           | 8'29"43     |
| Corse a ostacoli       |                      |             |                           |             |                       |             |
| 110 hs                 | Juan José Garrantxo  | 13"58       | Henrik Hannemann          | 13"59       | Dawid Zebrowski       | 13"74       |
| 400 hs                 | Victor Coroller      | 51"51       | Dominik Hufnagl           | 51"80       | Dimítrios Levantínos  | 52"43       |
| 2000 siepi             | Anthony Pontier      | 5'50"80     | Alexis Rodríguez          | 5'50"91     | Ivo Balabanov         | 5'54"23     |
| Salti                  |                      |             |                           |             |                       |             |
| Salto in alto          | Danyil Lysenko       | 2,24 m      | Oleksandr Barannikov      | 2,14 m      | Igor Kopala           | 2,10 m      |
| Salto con l'asta       | Vladimir Shcherbakov | 5,00 m =    | Yeóryios Triadafíllou     | 4,95 m      | Denis Akinshin        | 4,90 m =    |
| Salto in lungo         | Anatoliy Ryapolov    | 7,79 m      | Gabriel Bitan             | 7,41 m =    | Bartosz Wójcik        | 7,33 m      |
| Salto triplo           | Nazim Babayev        | 16,14 m     | Oleksandr Malosilov       | 15,71 m     | Tobia Bocchi          | 15,57 m =   |
| Lanci                  |                      |             |                           |             |                       |             |
| Getto del peso         | Konrad Bukowiecki    | 23,13 m     | Andrei Rares Toader       | 21,42 m     | Merten Howe           | 20,32 m     |
| Lancio del disco       | Clemens Prüfer       | 60,15 m     | Bence Halász              | 59,58 m     | Pavol Žencár          | 57,47 m     |
| Lancio del martello    | Bence Halász         | 87,16 m     | Hlib Piskunov             | 78,69 m     | Pyotr Nekiporets      | 74,97 m     |
| Lancio del giavellotto | Mateusz Strzeszewski | 76,39 m     | Emin Öncel                | 74,89 m     | Oleksandr Kozubskyy   | 72,71 m     |
| Marcia                 |                      |             |                           |             |                       |             |
| 10 000 m marcia        | Vladislav Saraykin   | 43'45"38 ~  | Manuel Bermúdez           | 44'38"10    | Aleksey Shevchuk      | 45'05"26 ~  |

### Donne
| Specialità             | Oro                        | Prestazione | Argento                   | Prestazione | Bronzo                 | Prestazione |
| Corse piane            |                            |             |                           |             |                        |             |
| 100 m                  | Ewa Swoboda                | 11"66       | Paraskevi Andreou         | 11"80       | Kristina Sivkova       | 11"80       |
| 200 m                  | Dzhoys Koba                | 23"81       | Ewa Swoboda               | 23"88       | Ioana Gheorghe         | 23"95       |
| 400 m                  | Lyndra-Sareena Carti       | 53"66       | Ilaria Verderio           | 53"86       | Yana Kachur            | 54"39       |
| 800 m                  | Yekaterina Alekseyeva      | 2'09"88     | Lotte Scheldeman          | 2'10"04     | Mareen Kalis           | 2'10"07     |
| 1500 m                 | Konstanze Klosterhalfen    | 4'23"95     | Sylwia Indeka             | 4'29"26     | Chiara Ferdani         | 4'30"80     |
| 3000 m                 | Alina Reh                  | 9'26"52     | Behafeta Hadiyes          | 9'34"46     | Maria Magdalena Ifteni | 9'36"58     |
| Corse a ostacoli       |                            |             |                           |             |                        |             |
| 100 hs                 | Klaudia Sorok              | 13"32       | Ėl'vira Herman            | 13"45       | Ruslana Rashkovan      | 13"56       |
| 400 hs                 | Eileen Demes               | 58"93       | Anne Sofie Kirkegaard     | 59"19       | Michelle Mueller       | 59"25       |
| 2000 siepi             | Nicole Reina               | 6'42"15     | Lili Anna Tóth            | 6'42"19     | Lea Navarro            | 6'44"96     |
| Salti                  |                            |             |                           |             |                        |             |
| Salto in alto          | Michaela Hrubá             | 1,87 m      | Petra Luterán             | 1,82 m      | Yuliya Levchenko       | 1,82 m      |
| Salto con l'asta       | Angelica Moser             | 4,20 m      | Anna Shpak                | 4,05 m      | Zuzana Pražáková       | 3,90 m      |
| Salto in lungo         | Yekaterina Kropivko        | 6,19 m      | Hanne Maudens             | 6,15 m      | Beatrice Fiorese       | 6,14 m      |
| Salto triplo           | Tatyana Blagoveshchenskaia | 13,34 m =   | Yanis David               | 13,14 m     | Eszter Bajnok          | 12,81 m     |
| Lanci                  |                            |             |                           |             |                        |             |
| Getto del peso         | Alyona Bugakova            | 18,33 m     | Anika Nehls               | 17,56 m     | Alina Kenzel           | 17,33 m     |
| Lancio del disco       | Lara Kempka                | 50,25 m     | Alyona Belyakova          | 48,30 m     | Kristina Rakocevic     | 47,23 m     |
| Lancio del martello    | Zsófia Bácskay             | 69,70 m     | Lucia Prinetti Anzalapaya | 67,62 m     | Sofiya Palkina         | 65,77 m     |
| Lancio del giavellotto | Eda Tugsuz                 | 58,96 m     | Hanna Tarasiuk            | 55,80 m     | Fabienne Schönig       | 54,11 m     |
| Marcia                 |                            |             |                           |             |                        |             |
| 5000 m marcia          | Noemi Stella               | 23'31"50    | Yana Smerdova             | 23'46"40 >  | Irene Vazquez          | 24'01"50    |

## Medagliere
| Pos.   | Paese       | Oro | Argento | Bronzo | Totale |
| ------ | ----------- | --- | ------- | ------ | ------ |
| 1      | Russia      | 8   | 2       | 6      | 16     |
| 2      | Germania    | 5   | 2       | 4      | 11     |
| 3      | Polonia     | 3   | 3       | 3      | 9      |
| 4      | Ungheria    | 3   | 3       | 1      | 7      |
| 5      | Italia      | 3   | 2       | 5      | 10     |
| 6      | Francia     | 3   | 2       | 2      | 7      |
| 7      | Spagna      | 2   | 4       | 2      | 8      |
| 8      | Danimarca   | 2   | 1       | 0      | 3      |
| 8      | Turchia     | 2   | 1       | 0      | 3      |
| 10     | Ucraina     | 1   | 4       | 3      | 8      |
| 11     | Azerbaigian | 1   | 1       | 0      | 2      |
| 12     | Rep. Ceca   | 1   | 0       | 1      | 2      |
| 12     | Svizzera    | 1   | 0       | 1      | 2      |
| 14     | Lituania    | 1   | 0       | 0      | 1      |
| 15     | Bielorussia | 0   | 4       | 1      | 5      |
| 16     | Romania     | 0   | 2       | 3      | 5      |
| 17     | Belgio      | 0   | 2       | 0      | 2      |
| 18     | Grecia      | 0   | 1       | 1      | 2      |
| 19     | Austria     | 0   | 1       | 0      | 1      |
| 19     | Cipro       | 0   | 1       | 0      | 1      |
| 21     | Bulgaria    | 0   | 0       | 1      | 1      |
| 21     | Montenegro  | 0   | 0       | 1      | 1      |
| 21     | Slovacchia  | 0   | 0       | 1      | 1      |
| Totale | Totale      | 36  | 36      | 36     | 108    |